# 小产权房

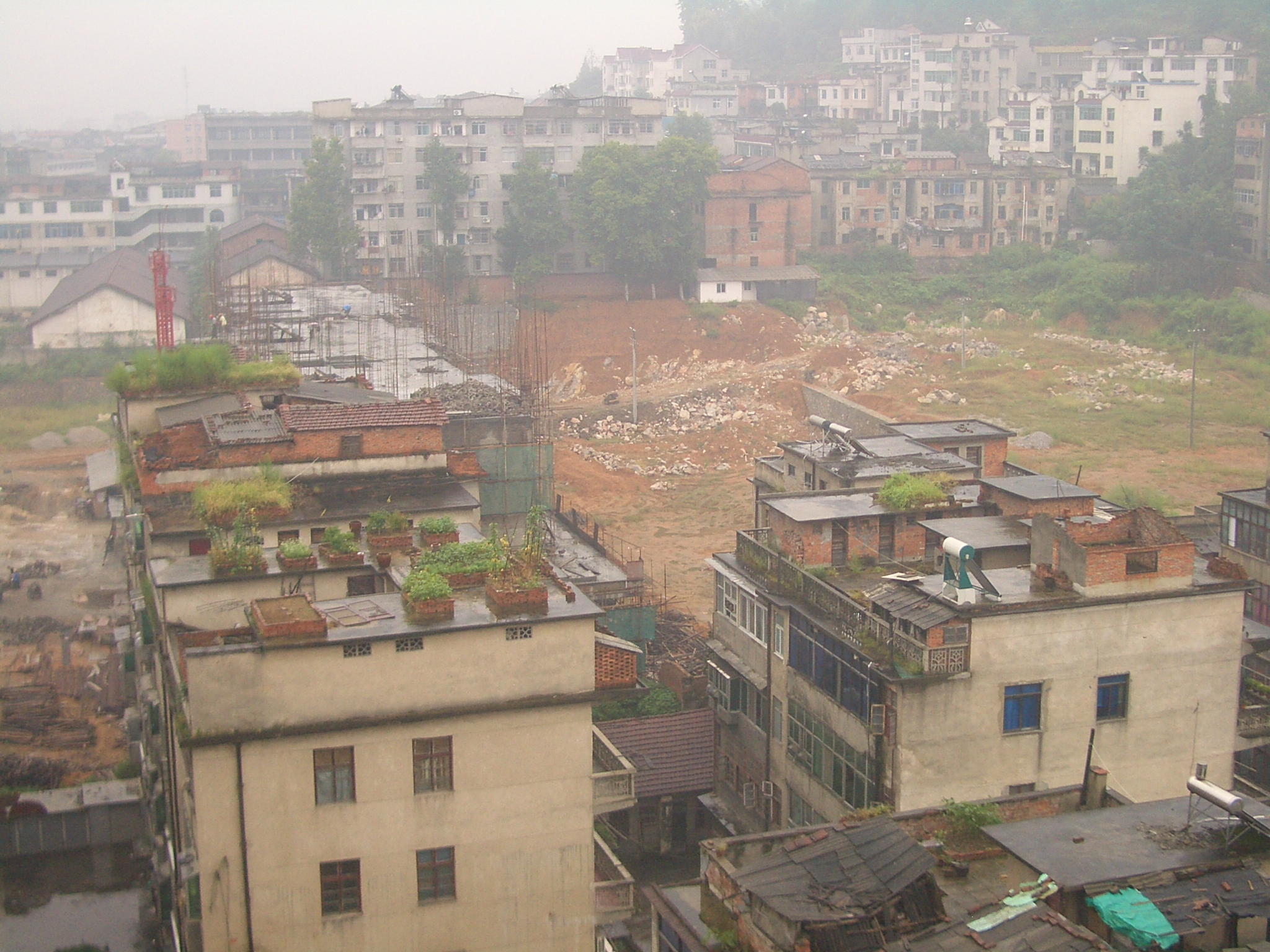
湖北省咸宁市通羊镇的小產權房違建遭拆

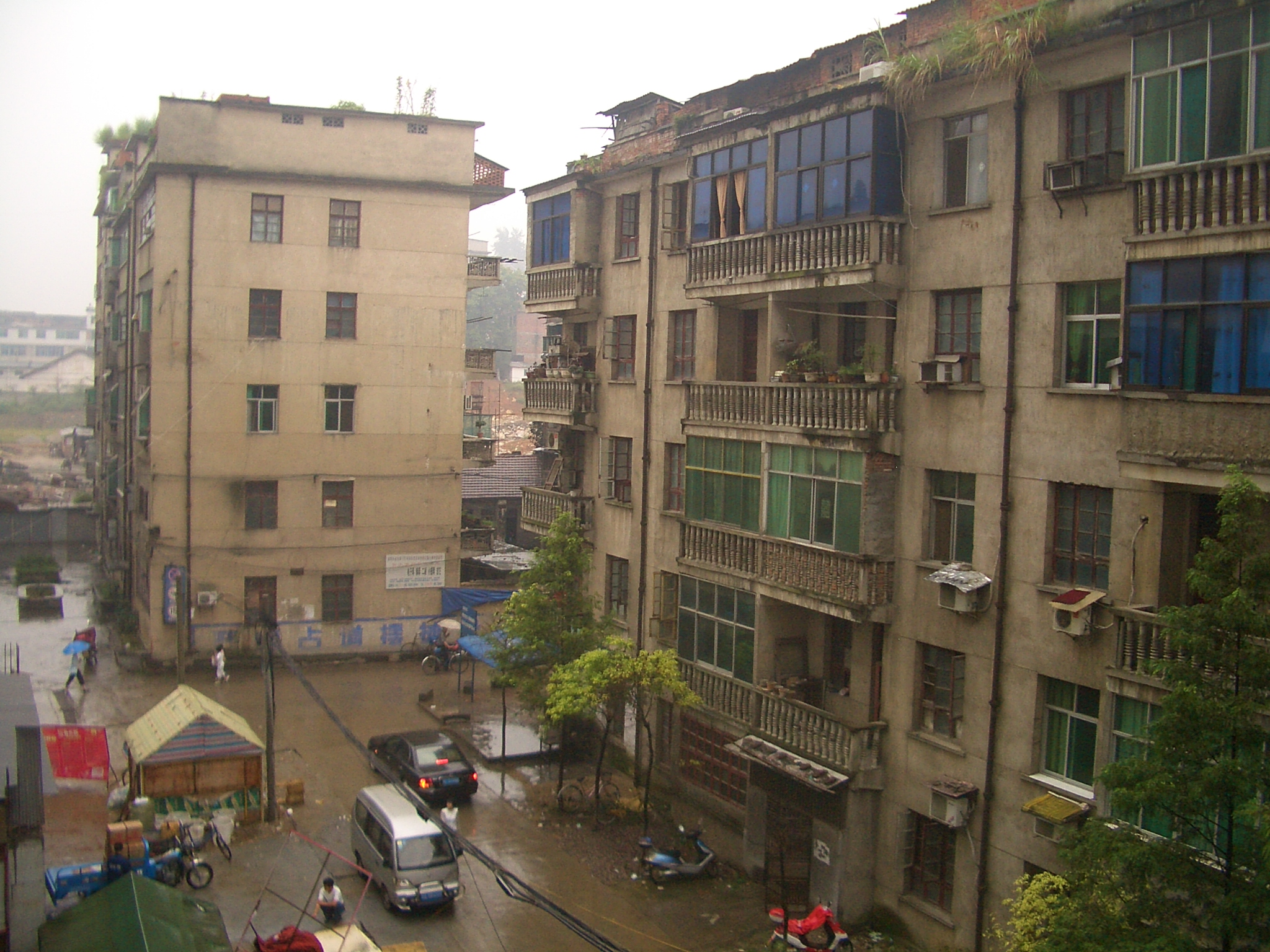
通羊镇的小產權房板樓

小产权房是中國大陸一種房市俗稱用語，並沒有法律效力，也沒有任何官方承認的產權，且必定沒有房產五證。通常是指在中国农村和城市郊区原本給农民屬於「集体所有」性質的土地上被人自行建设用于非法销售的住房，類似很多國家的違建性質，官方已經多次宣布取締，查獲者有可能被拆除或沒收。
中國共產黨特殊的歷史過程和特有的經濟體系觀點中，农村或小鄉鎮地區有大片土地或房舍是一種「集体所有」性質的產權，在這些土地上可以安置農民居住、分配農耕責任田、建立公共設施、有期的出租外包等，政府能方便任意安排任何用途，配合施政政策。
由于集体土地私蓋私售的小产权房在使用权转让时并未缴纳土地出让金等费用，有的分區也根本不被批准建設商品房、商業區；因此这类住房无法得到国家房管部门颁发的房产证，而只有原始乡政府或村委会颁发的集体所有權憑證；備案在乡政府或村委会辦公室，不屬於個人，更沒有任何個人有權分割買賣，所以也称乡产权房。小产权房没有国家发的土地使用证和预售许可证，购房合同在国土房管局不会给予备案，有些發放所谓房产证也不是真正合法有效的房产证，很多是私人找印刷廠偽造。

## 性质
中国实行二元制土地所有权结构，即国有土地所有制和集体土地所有制。根据《中华人民共和国土地管理法》的规定，农村的宅基地属集体所有，村民对宅基地只有享有使用权，农民将房屋卖给城市居民的买卖行为不受到法律的认可与保护，也就不能办理土地使用证、房产证、契税证等房產五證合法手续。因此乡产权房不能向非本集体成员的第三人转让或出售，只能在集体成员内部是可以转让、置换。
据媒体估计，中国小产权房总量或已超过70亿平方米。若按100平方米/套计算，相当于全国有7000万套小产权房。

## 产生原因

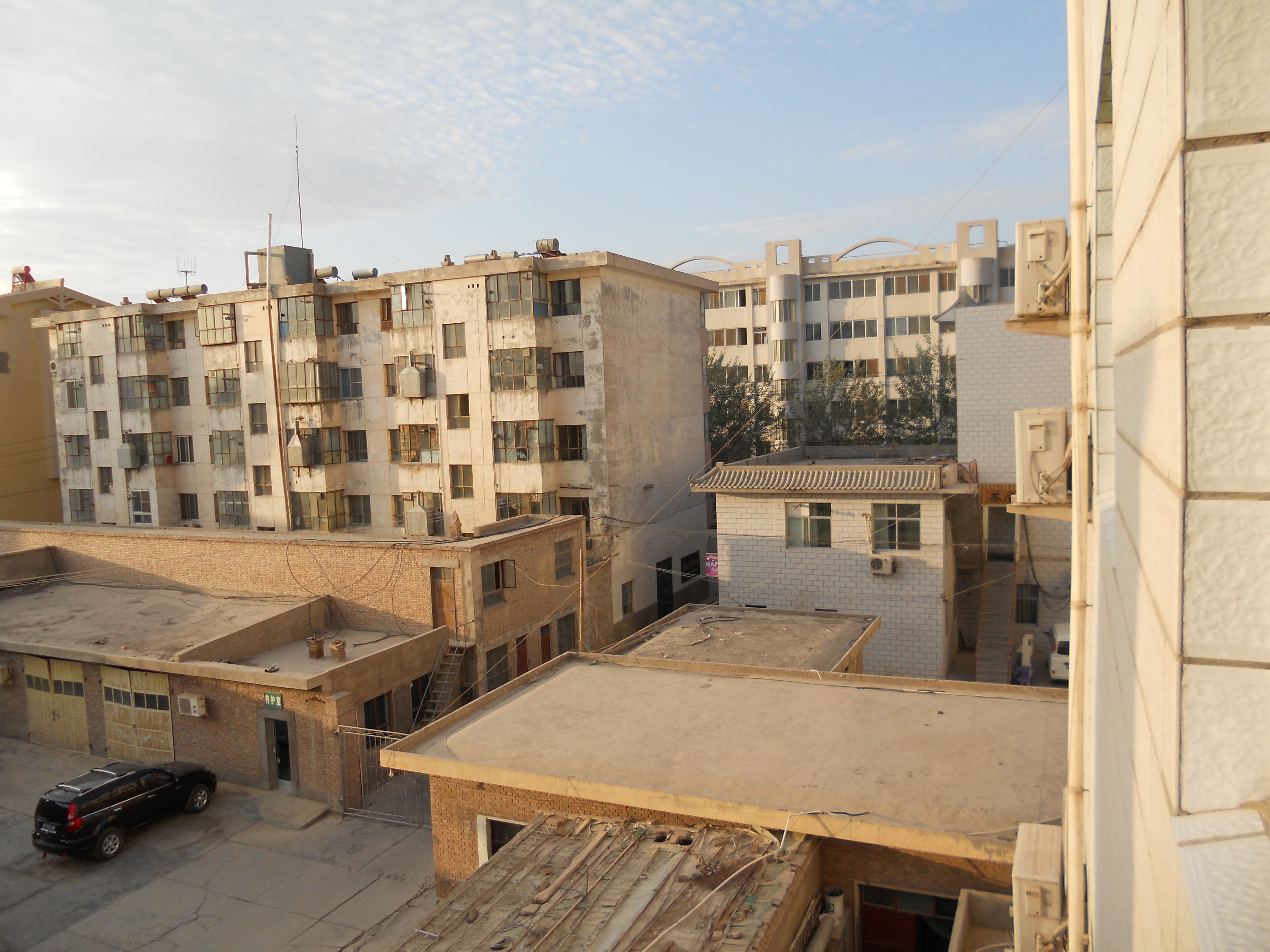
甘肅省酒泉的城鄉結合部磚造小产权房

- 目前中国许多大中城市的高房价是催生小产权房的重要原因之一，尤其是城市邊緣區城鄉結合部的農村。
- 根据中国法律规定，在农村集体所有的宅基地和集体建设用地上，农民可以自行经营且农民自建的住房也可以进行交易，但前提是依照政策施行細則辦理。下發規定施行面多數農村僅限於戶籍「同村」人士間的「使用權買賣」許多省市甚至有更嚴刻規定，或是全面禁止。政策法律规定中許多人片面認知有模糊不清的地方，加上多數民眾對法律細節無知，才导致了中国各地小产权房建设的泛滥，在合法与非法之间给小产权房留下擦边球的空间。
- 小产权房是农民集体自发在其集体所有的建设用地和宅基地上建设的房产，不需要缴纳类似开发商为获取土地交给政府的土地使用权出让金（其中包括由中国政府出面征收农民集体土地支付的征地费用）。[4]

## 購買風險
- 没有房产证，糾紛中沒有任何法律承認或保障，包含一些流行的私人簽訂契約拿去律師樓公證，意圖營造有一些法律效果的假象，其實沒有任何效果，買賣任一方還是可以隨時毀約不會有任何法律管道申訴。
- 沒有拆迁补偿，若是遇到都更拆迁、稽查拆迁，將直接被當無照違建拆除，沒有任何補償。
- 质量难保证，通常建商來路不明也無法驗證是否有工程執照，發生地震或其他災害倒塌，將自行負責。
- 管線問題，水電、瓦斯、排水管道只能非法偷接，若是被發現或檢舉可能直接切斷。
- 遗产继承問題，沒有合法產權，遺產中不予承認，若是在任何財務或遺產官司中被人不小心提出被官方發現，反而會先遭法院另案通報拆除。[5]

## 人民法院解釋
鑒於小产权房的糾紛不斷，常見現象是屋主在都市發展逼近農村，拆遷補償能獲大筆利益時出來訴訟反悔當年的賣房協議，主張協議無效之訴收回房產。造成買房者血本無歸，2008年時北京通州区人民法院在馬某農村宅基地房一案做出先例判決，成為日後所有類似糾紛的判例。
該判例原則上還是符合憲法精神，主張買賣無效，房屋還是歸原農戶所有，但農戶非法賣房也有過錯必須賠償買方所有地上物損失，稱為「信赖利益损失」更重要是土地增值也在日後許多判例被列入，成為賠償項目，此後動輒有農戶想反悔收房時雖然被判收房成功但又必須賠償人民幣上百萬甚至兩百萬以上的現金給買屋人，在賠償金支付之前買方還能緊急申請中止強制執行，不必搬家。然而為避免糾紛和冗長的官司訴訟，人民法院建議最好的方法還是不要購買小产权房。